# Espansionismo

L'espansionismo è stata una delle dottrine della Germania nazista, finalizzata alla formazione di uno "spazio vitale" (Lebensraum) per il popolo tedesco

L'espansionismo è la tendenza di uno Stato ad espandersi in termini geografici o di influenza economica attraverso la costruzione di un impero militare o il colonialismo.
Nell'età classica, le prime forme di espansionismo (che spesso comprendevano dislocazione, sottomissione, schiavitù, stupro ed esecuzione della popolazione vittima) erano spesse giustificate dalla "legge del più forte". 
Con l'evolversi della concezione politica dello Stato-nazione, soprattutto in riferimento ai diritti dei governati, sono emerse giustificazioni più complesse. Il collasso dello Stato dovuto all'anarchia, la riunificazione o il pannazionalismo sono talvolta utilizzati per giustificare e legittimare l'espansionismo quando l'obiettivo esplicito è di riconquistare territori che sono stati persi o di prendere possesso di terre ancestrali.
In mancanza di una rivendicazione storica di questo tipo, i potenziali espansionisti tendono a promuovere ideologie di terre promesse come il destino manifesto o un destino religioso sotto forma di Terra Promessa.

## Storia
Ogni parte del mondo ha avuto esperienze di tipo espansionistico.
La diffusione dell'Islam iniziò con l'espansione islamica, seguita dalla formazione dei Califfati e conclusa con la spartizione dell'Impero ottomano. Nel XV e XVI secolo, l'Impero ottomano entrò in un periodo espansionistico, che portò alla fine dell'Impero bizantino con la conquista di Costantinopoli da parte di Maometto II nel 1453.
Il regno militarista e nazionalista dello zar russo Nicola I (1825–1855) portò a delle guerre di conquista verso Persia e Turchia. Diverse popolazioni ribelli presenti nella regione del Caucaso furono eliminate; la rivolta polacca di novembre nel 1830 fu spietatamente repressa. Le truppe russe attraversarono l'Austria-Ungheria nel 1848 per reprimere le rivolte ungheresi. In generale, sono state attuate politiche di russificazione per indebolire i gruppi etnici minoritari. La solidarietà panslava portò ad un'ulteriore guerra con la Turchia (il malato d'Europa), che spinse la Gran Bretagna e la Francia ad invadere la Crimea nel 1853.
Nella politica americana seguente la guerra anglo-americana del 1821, il destino manifesto era il movimento ideologico nato durante l'espansione verso l'Occidente. Il movimento incorporò il nazionalismo espansionista con il continentalismo, a cui fu attribuita la Guerra messico-statunitense (1846–1848).
In Italia, Benito Mussolini cercò di creare un nuovo Impero romano riprendendo il concetto di Mare nostrum. L'invasione dell'Etiopia iniziò già nel 1935, seguita dall'Albania nel 1938 e successivamente dalla Grecia. "Spazio vitale" era il concetto espansionista territoriale del fascismo, analogo alla dottrina del Lebensraum della Germania nazista e al concetto di destino manifesto degli Stati Uniti d'America. Il giornalista e politico fascista Giuseppe Bottai ha paragonato questa missione alle gesta degli antichi romani.
Dopo il 1937 la Germania nazista rivendicò il Sudetenland, l'unificazione con l'Austria (Anschluss) e l'occupazione della totalità delle terre della Cechia l'anno seguente. A seguito dello scoppio della seconda guerra mondiale, Hitler e Stalin divisero la Polonia tra Germania e Unione Sovietica. Con un Drang nach Osten volto a raggiungere il Lebensraum per il popolo tedesco, la Germania invase l'Unione Sovietica nel 1941.
Forme di espansionismo erano presenti anche nel contesto della spartizione dell'Africa, giustificate dalla presunta «missione civilizzatrice» dell'uomo bianco, «costretto» a civilizzare i popoli africani.